# Vicariat apostolique de Pando
Le vicariat apostolique de Pando (en latin : Vicariatus Apostolicus Pandoënsis ; en espagnol : Vicariato apostólico de Pando) est un vicariat apostolique de l'Église catholique en Bolivie directement soumis au Saint-Siège.

## Territoire

Vicariat de Pando

Il comprend le département de Pando ainsi que les communes de Guayaramerín et Riberalta du département du Beni, le reste de ce département est géré en grande partie par le vicariat apostolique d'El Beni mais aussi par le vicariat apostolique de Reyes.
Son territoire a une superficie de 86 261 km divisé en 8 paroisses. L'évêché est dans la ville de Riberalta où se trouve la cathédrale de Notre-Dame du Mont-Carmel.

## Histoire
Le vicariat apostolique est érigé le 29 avril 1942 par la constitution apostolique Ex regionibus Missionalium du pape Pie XII en prenant une partie du  territoire du vicariat apostolique d'El Beni. La mission est confiée aux Pères de Maryknoll,.

## Évêques
- Alonso Manuel Escalante y Escalante, M.M (13 janvier 1943 - 6 décembre 1960)
- Thomas Patrick Collins, M.M (15 novembre 1960 - novembre 1968)
  - Lawrence J. Burns, M.M (1968 - 1977) (administrateur apostolique)
  - Thomas Aloysius McBride, M.M (16 septembre 1977 - 17 décembre 1982) (administrateur apostolique)
- Andrea Bernardo Schierhoff (17 décembre 1982 - 1 décembre 1986)
- Luis Morgan Casey (18 janvier 1988 - 2 février 2013)
- Eugenio Coter (2 février 2013 - )